# 트릴

트릴(trill)은 2도 차이 나는 음 사이를 빠르게 전환하는 꾸밈음을 말한다. 떤꾸밈음, 떤음, 트릴로(이탈리아어: trillo), 전음(顫音)으로도 부른다. 현대의 기보법에서 트릴은 일반적으로 tr라는 문자를 해당 해당 음 위에 달아준다. 경우에 따라 물결표를 뒤이어 표기하기도 하고, 과거에는 물결표만을 사용하기도 하였다. 다음 두 표기는 동일하다.